# 東山電影院
東山電影院，是廣州市的一間戲院，原位於東山區中山二路21號，西臨菜園北街，東臨百子橫路，東山消防中隊隔壁。1960年落成啟用，於1991年被清拆。曾是广州东郊最具规模的电影院之一。
文革期間曾更名為東方紅電影院，1977又更名為東山電影院。戲院原有寬銀幕身歷聲電影放映設備，提供1,277個座位，另有電視投影室1間。
被清拆後一度被用作臨時停車場，亞運期間中山路整飾變休閒綠化廣場。在2007年，傳計劃在此興建高5層的東山劇院。廣州市更將東山電影院重建列為“十二五”期間的重點立項建設專案，命名東山電影院改建工程。後項目改為12層，設計六到九層為電影院樓層。預計影院建成後，產權將劃撥給廣州市演出電影公司。

## 交通
- 巴士：東山口（2號）站